# Max Fewtrell
Maximilian Fewtrell, né le 29 juillet 1999 à Birmingham, est un pilote automobile britannique. Il est champion d'Eurocup Formula Renault 2.0 en 2018. Il est pilote au sein de la Renault Sport Academy depuis 2017. 

## Biographie
Max Fewtrell naît à Birmingham en 1999 et fait ses débuts en karting à l'âge de 10 ans, à Singapour, puis rejoint une petite équipe malaisienne avant que sa famille ne revienne en Angleterre et qu’il remporte plusieurs compétitions internationales en 2013 et 2014. 
Il fait ses débuts en monoplace fin 2015 dans le MRF Challenge, où il termine onzième. 
En 2016, il s'engage avec Carlin Motorsport dans le championnat de Grande-Bretagne de Formule 4, et est finalement sacré champion à la dernière course dès sa première saison face à l'expérimenté Sennan Fielding. Il passe en Eurocup Formula Renault 2.0 l'année suivante chez Tech 1 Racing et rejoint la Renault Sport Academy, programme de jeunes pilotes de Renault F1 Team. Il termine sixième au général avec une victoire, se classant meilleur débutant du championnat.
En 2018, avec R-ace GP, Max Fewtrell est sacré champion d'Eurocup Formula Renault 2.0 pour quelques points face au débutant et également protégé de Renault, Christian Lundgaard. 
Le Britannique et le Danois restent avec la Renault Sport Academy et font équipe chez ART Grand Prix pour la saison 2019 de Formule 3 FIA. Dixième au championnat avec deux podiums, Max Fewtrell rejoint Hitech Grand Prix pour la saison 2020, tout en gardant le soutien de la Renault Sport Academy. Avec seulement cinq points et une modeste 19e place au classement après six manches (sur les neuf du calendrier), Max Fewtrell vit la saison la moins réussie de sa carrière et quitte Hitech.

## Résultats en compétition automobile

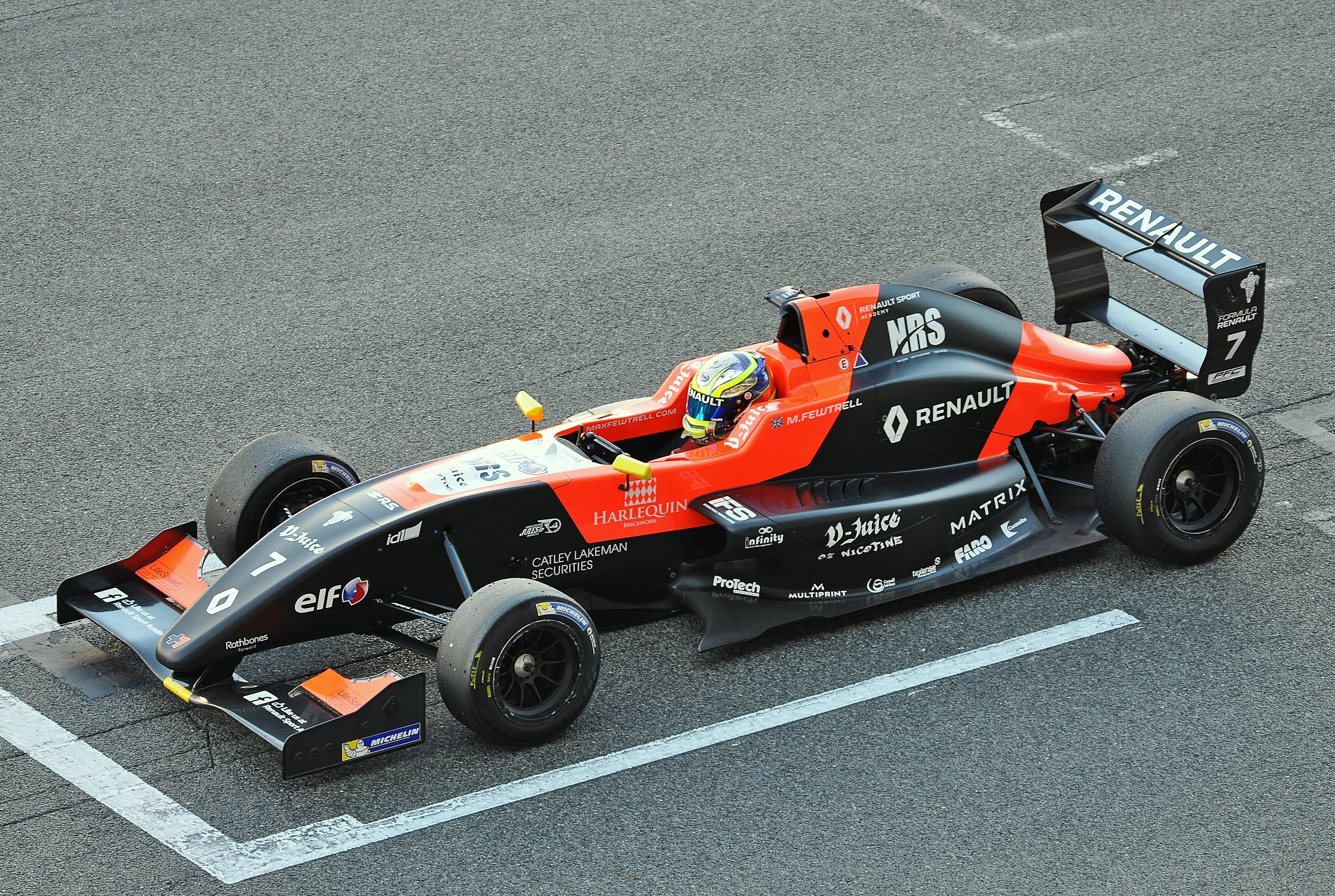
Max Fewtrell en Eurocup Formula Renault 2.0 avec Tech 1 Racing en 2017 à Barcelone.

| Saison    | Championnat                                 | Écurie            | Courses | Victoires | Pole positions | Meilleurs tours | Podiums | Points | Classement |
| --------- | ------------------------------------------- | ----------------- | ------- | --------- | -------------- | --------------- | ------- | ------ | ---------- |
| 2015-2016 | MRF Challenge Formule 2000                  | MRF Racing        | 14      | 0         | 0              | 0               | 1       | 51     | 11e        |
| 2016      | Championnat de Grande-Bretagne de Formule 4 | Carlin            | 30      | 3         | 3              | 3               | 15      | 358    | Champion   |
| 2017      | Eurocup Formula Renault 2.0                 | Tech 1 Racing     | 23      | 1         | 0              | 0               | 1       | 164    | 6e         |
| 2017      | Formula Renault 2.0 Northern European Cup   | Tech 1 Racing     | 5       | 0         | 0              | 1               | 2       | 48     | 12e        |
| 2018      | Eurocup Formula Renault 2.0                 | R-ace GP          | 20      | 6         | 6              | 6               | 11      | 275,5  | Champion   |
| 2018      | Formula Renault 2.0 Northern European Cup   | R-ace GP          | 10      | 0         | 0              | 3               | 1       | 24     | 15e        |
| 2019      | Formule 3                                   | ART Grand Prix    | 16      | 0         | 0              | 0               | 2       | 57     | 10e        |
| 2019      | Championnat d'Asie de Formule 3             | Dragon Hitech GP  | 3       | 0         | 0              | 0               | 0       | 20     | 11e        |
| 2020      | Formule 3                                   | Hitech Grand Prix | 12      | 0         | 0              | 0               | 0       | 5      | 20e        |